# Последний союз (фильм)
 Последний союз  (англ. The Final Alliance) — фильм 1990 года, боевик с Дэвидом Хассельхоффом и Бобом Хопкинсом в главной роли. В России фильм также известен под названием «Последний альянс».
Фильм для ценителей современных боевиков и старых добрых вестернов, чьи герои пересели с мустангов на мощные Харлей Дэвидсон, но традиции жанра были сохранены. 

## Сюжет
Маленький американский городок Голдкрест с населением 3000 человек. Фактически власть в городе принадлежит нескольким десяткам вооруженных до зубов уголовников - банде байкеров во главе с «Привидением». Байкеры куражатся от души: убивают, насилуют, грабят. Местный шериф Уистлер покрывает бандитов, и в городке царит террор и насилие. 
Но только для тех пор, пока в городок не вернулся Уилл Колтон. Когда-то главари банды убили его родителей, и теперь он вернулся, чтобы отомстить. И не один, а с дрессированной пумой по кличке Феликс. Этот грациозный хищник наводил страх даже на бандитов. Разумеется, Колтон был готов к тому, что после первого пробного наскока «Привидение» повторит свои попытки поставить его на место. Но присутствия духа Колтон не терял. На помощь бесстрашному мстителю спешит местная красавица Кэрри.

## В ролях
- David Hasselhoff – Will Colton
- Bo Hopkins - Sheriff Whistler
- John Saxon - Ghost
- Jeanie Moore - Carrie
- Len Sparrowhawk – Zeke